# デ・ハビランド ハミングバード
　デ・ハビランド ハミングバード
- 用途：連絡機
- 分類：単葉機
- 製造者：デ・ハビランド
- 運用者：イギリス空軍
- 初飛行：1923年
- 生産数：15機
- 運用開始：1925年
- 退役：1927年

デ・ハビランド ハミングバード（de Havilland DH.53 Humming Bird ）はイギリスの1920年代の軽飛行機である。飛行船から発進する実験に用いられた。
1923年にデイリー・メールが主催する軽飛行機競技にするために2機の競技機が製作され、ハミングバードとシルヴィアIIと名づけられた。ダグラスの750ccのオートバイ用エンジンを搭載した単座の低翼単葉機である。1923年10月にラインプネ飛行場で行われた競技会で賞を取ることはなかったが、印象的な性能を示した。空軍省が興味を持ち、連絡機、練習機として8機の注文が行われた。
1924年の初めに12機が組み立てられ、機名はハミングバードとされた。8機はイギリス空軍向けで、3機がオーストラリア向け、1機がプラハに輸出された。1機が追加で製作されロシアに輸出された。
生産型はブラックバーンの26馬力の2気筒エンジンが搭載された。
イギリス空軍に引き渡されたうち2機が飛行船R33から発進する実験に用いられた。1927年には退役し、民間に払い下げられた。

## 性能諸元
諸元
- 乗員: 1名
- 全長: 6 m （19フィート 8インチ）
- 全高: 2.21 m （7フィート 3インチ）
- 翼幅: 9.17 m（30フィート 1インチ）
- 空虚重量: 148 kg （326ポンド）
- 運用時重量: 257 kg （565ポンド）
- 動力: ブラックバーン Tomit 倒立V型2気筒エンジン、19 kW （26 hp）   × 1

性能
- 最大速度: 118 km/h
- 巡航速度: 97 km/h
- 航続距離: 242km
- 上昇率: 1.1 m/s
- 翼面荷重: 22.2kg/m2